# Paweł Ciechanowiecki
Paweł Ciechanowiecki, (ur. 7 lipca 1794 roku w Lachach, zm. 18 maja 1867 roku w Śremie) – polski ksiądz katolicki, pedagog, profesor Akademii Połockiej.

## Życiorys
Jezuita, do Towarzystwa Jezusowego wstąpił 29 sierpnia 1809 roku w Dyneburgu. W Akademii Połockiej był u schyłku jej istnienia wykładowcą retoryki szkolnej. Po wypędzeniu jezuitów z Rosji w 1820 roku pracował w Jarosławiu w latach 1820–1822 i Tarnopolu (1823–1825), profesor filozofii w Tarnopolu 1825–29 i w Starej Wsi (1829–1830), teologii moralnej i pastoralnej w Nowym Sączu 1832-1834, Pisma Świętego i języka hebrajskiego 1834–1838 oraz teologii dogmatycznej (1838–1844) w Nowym Sączu, rektor w Nowym Sączu (1840–1844) Pod koniec życia pracował w Śremie (1863–1867).